# Ustilago tritici
Charbon du blé, Charbon nu du blé
Espèce
Ustilago tritici, le Charbon du blé ou Charbon nu du blé, est une espèce de champignons basidiomycètes de la famille des Ustilaginaceae.
C'est un champignon phytopathogène responsable de la maladie du charbon nu du blé. Ustilago nuda a une biologie similaire sur l'orge.

## Liste des formes
Selon MycoBank (25 janvier 2023) :
- Ustilago tritici f. hordei Boerema, R.Pieters & Hamers, 1992
- Ustilago tritici f. tritici

## Symptômes

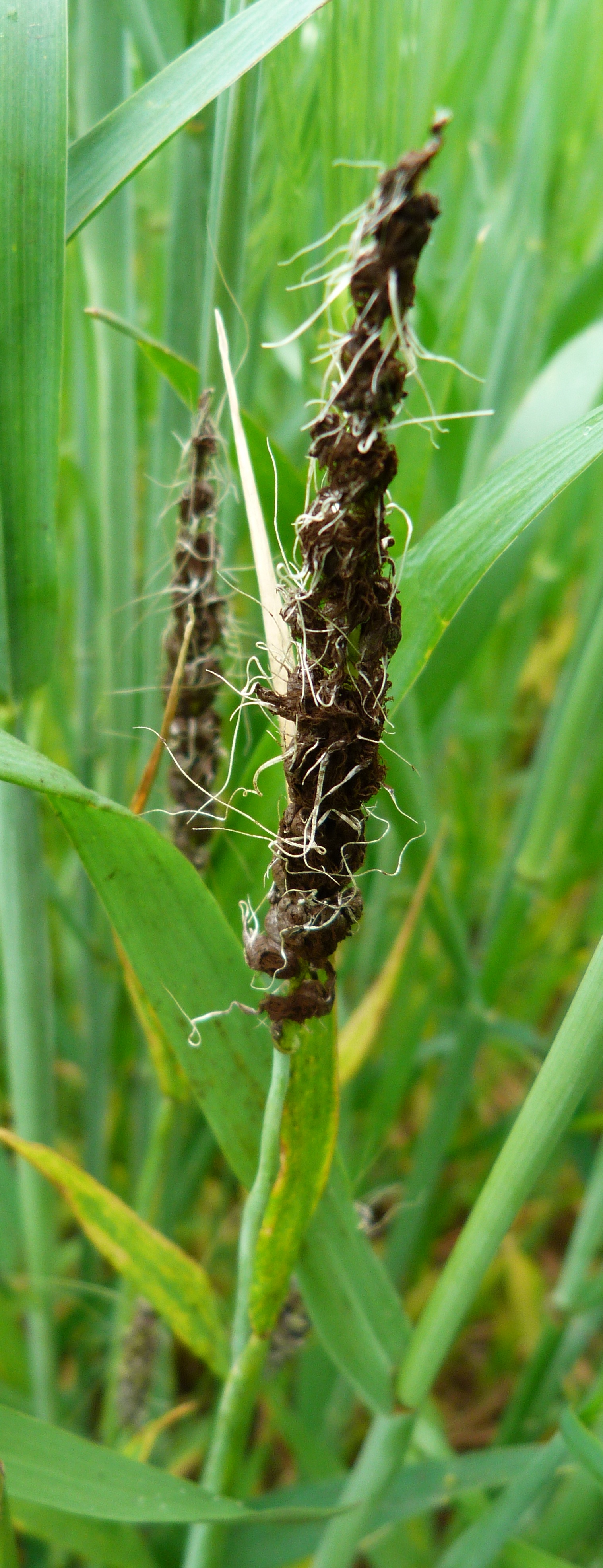
Symptômes sur orge.

Le charbon se caractérise par la formation d'amas noir de chlamydospores dans les épis. Il est dit « nu » car les enveloppes des fleurs sont détruites, seul persiste le rachillet principal.

## Biologie
Les spores tombées sur les papilles stigmatiques germent et forment un mycélium qui envahit l'ovule en environ trois semaines. Le mycélium reste ensuite à l'état latent jusqu'à ce que la semence germe. Il envahit alors la plantule. Les symptômes du charbon apparaissent entre la floraison et la maturité.

## Étymologie
Son épithète spécifique, tritici, fait référence au genre Triticum dont plusieurs espèces de blés font partie.

## Systématique
Le nom correct complet (avec auteur) de ce taxon est Ustilago tritici (Bjerk.) E.Rostrup, 1890.
L'espèce a été initialement classée dans le genre Lycoperdon sous le basionyme Lycoperdon tritici Bjerk., 1775.
Ce taxon porte en français les noms vernaculaires ou normalisés suivants : Charbon du blé, Charbon nu du blé.
Ustilago tritici a pour synonymes :
- Erysibe vera β tritici (Pers.) Wallr., 1833
- Lycoperdon tritici Bjerk., 1775
- Tilletia tritici subsp. tritici (Bjerk.) G.Winter, 1874
- Tilletia tritici (Bjerk.) G. Winter, 1874
- Uredo segetum var. tritici (Bjerk.) Pers., 1801
- Ustilago ehrenbergiana A.A.Fisch. Waldh., 1879
- Ustilago hordei Bref. (1888), 1888
- Ustilago passerinii A.A.Fisch. Waldh., 1877
- Ustilago schumanniana Henn., 1893
- Ustilago segetum var. tritici (Bjerk.) Brunaud, 1878
- Ustilago tritici f. folicola Henn., 1894
- Ustilago tritici f. tritici (Pers.) Rostr., 1890
- Ustilago ugamica Golovin, 1952
- Ustilago vavilovii Jacz., 1925

## Publication originale
- (da) E. Rostrup, « Nogle Undersøgelser angaaende Ustilago », Oversigt over det Kongelige Danske Videnskabernes Selskabs Forhandlinger, Royaume de Danemark, vol. 1890,‎ 7 février 1890, p. 1-16 (ISSN 0369-7169, lire en ligne, consulté le 25 janvier 2023).